# Алмейда, Франсишку ди
Франси́шку ди Алме́йда (Francisco de Almeida; ок. 1450—1 марта 1510) — первый португальский вице-король Индии. Один из основоположников Португальской колониальной империи.
Почти всю свою жизнь Алмейда — сын первого графа Абрантиша и предок герцогов Кадаваль — провёл в войнах с маврами. Под впечатлением от его подвигов король Мануэл I в марте 1505 года учредил для него титул вице-короля Индии и во главе флотилии из 21 корабля направил его на завоевание восточных земель, открытых экспедициями Афонсу де Албукерке, Педру Кабрала и Васко да Гамы.
Обогнув мыс Доброй Надежды, Алмейда попытался закрепиться на восточном побережье Африки. Момбаса и Занзибар подверглись обстрелу португальской артиллерии, а в Килве был построен португальский форт. Строительство фортов было развёрнуто и в других стратегических пунктах Индийского океана (Каннанур, Анджадива). Своей резиденцией вице-король избрал Кочин в Индии.
Действия Алмейды — разорение арабских крепостей в Африке, торговый союз с Малаккой, предпринятая Лоуренсу ди Алмейдой, сыном вице-короля, вылазка на Цейлон — заставили арабов и египтян объединить усилия для противодействия португальцам. В ответ Алмейда разграбил и сжёг арабские гавани и разгромил неприятельский флот у острова Диу (февраль 1509 г.)
Между тем росла напряжённость в отношениях между Алмейдой и его главным конкурентом, Афонсу де Албукерке, успешные действия которого убедили короля поставить его во главе всех португальских колоний. Когда прибывший из Европы в Кочин Албукерке объявил ему о своём новом назначении, Алмейда посадил его под стражу до подтверждения известия о своём отстранении от дел.
В ноябре 1509 года Алмейда признал обоснованность притязаний Албукерке и отправился домой. Служивший под его начальством Магеллан остался в Индии. 1 марта 1510 года португальцы пришвартовались для пополнения запасов воды в бухте Столовой горы (где теперь стоит Кейптаун). Там на них напали готтентоты, и «великий дон Франсишку», заставлявший трепетать государства Востока, сложил голову в стычке с дикарями.
В честь Франсишку ди Алмейда назван самолёт Airbus A340 авиакомпании Tap Portugal.